# Cinématique longue distance
 (octobre 2018).
Si vous disposez d'ouvrages ou d'articles de référence ou si vous connaissez des sites web de qualité traitant du thème abordé ici, merci de compléter l'article en donnant les références utiles à sa vérifiabilité et en les liant à la section « Notes et références ».
La cinématique longue distance (Long Range Kinematic, en anglais ou LRK) est une technique de positionnement par satellites basée sur l'utilisation de mesures bi fréquence des ondes porteuses des signaux émis par le système GPS, GLONASS ou Galileo. Le LRK est capable de lever les ambiguïtés de phase jusque 40 km. Cette technique a été développée par Magellan Navigation (anciennement Thales).